# Klassisk fornsvenska
Klassisk fornsvenska eller äldre fornsvenska var den fornsvenska som talades 1225–1375. Den kallas klassisk fornsvenska för att språket var relativt stabilt och att de nedärvda ljud- och formsystemen var relativt väl bevarade. Den klassiska fornsvenskan hade också tämligen få lånord. 
Den bakre gränsen för klassisk fornsvenska utgörs av den äldsta texten skriven med latinska bokstäver, ett fragment av Äldre Västgötalagen som daterats till ca. 1225. Vid mitten av 1300-talet kom den första rikssvenska lagboken Magnus Erikssons landslag (Magnus var Sveriges kung under den tiden). Under klassisk fornsvensk tid finner man huvudsakligen tre texttyper:
- Lagar
- Religiösa texter
- Poetiska texter

## Exempel
Exempel på klassisk fornsvenska, den så kallade hednalagen ur Äldre Västgötalagen från 1200-talet:
Givr maþr oquæþins orð manni, þu ær æi mans maki oc eig maþr i brysti. Ek ær maþr sum þv. þeir skvlv møtaz a þriggia vægha motum. Cumbr þan orð havr giuit oc þan cumbr eig þer orð havr lutit, þa mvn han vara svm han heitir, ær eig eiðgangr oc eig vitnisbær huarti firi man ælla kvnv. Cumbr oc þan orð havr lutit oc eig þan orð havr giuit, þa opar han þry niþingx op oc markar han a iarþv. þa se han maþr þæss værri þet talaþi han eig halla þorþi. Nv møtaz þeir baþir mz fullum vapnvm. Faldr þan orð havr lutit · gildr mz haluum gialdum. Faldr þan orð havr giuit, gløpr orða værstr, tunga houuðbani, liggi i vgildum acri.
Med normaliserad ortografi blir detta:
Gifr maðr okvæðinsorð manni, þú er ei mans maki ok eig maðr í brysti. Ek er maðr sum þú. þeir skulu møtas á þriggia vega motum. Kumbr þann orð hafr gifit ok þann kumbr eig þer orð hafr lutit, þá mun han vara sum han heitir, er eig eiðgangr ok eig vitnisber hvarti fyri man ella kunu. Kumbr ok þann orð hafr lutit ok eig þann orð hafr gifit, þá opar han þry niþings opp ok markar han á iarðu. þá sé han maðr þess verri þet talaði han eig halla þorði. Nú møtas þeir baðir með fullum vapnum. Faldr þann orð hafr lutit gildr með halfum gialdum. Faldr þann orð hafr gifit, gløpr orða verstr, tunga hofuðbani, liggi í úgildum ákri.
Översättning till modern svenska:
Ger någon okvädningsord till annan: "Du är ej mans like och inte man i bröstet" – "Jag är man som du" – så skall de mötas vid tre vägars möte. Kommer han som har talat och han som fått utstå talet inte kommer – så må han hållas efter vad han kallades – han är inte edgångssgill eller trovärdig som vittne, varken det gäller mans eller kvinnas sak. Kommer han som förolämpats men inte den som talat – då må han ropa "niding" tre gånger och göra ett märke i marken – eftersom det är värre det som han sade men inte vågade stå för. (Men) nu möts de båda med full beväpning – faller han som fått motta skymfen så gäldas detta med halv mansbot. Faller han som har talat; glåpord är värst – tungan blir huvudets bane – han ligger ogill i jorden.

## Yttre språkhistoria
Under medeltiden kom nya jordbruksmetoder, jordbruksredskap och spannmål till Sverige. Tack vare det kunde befolkningen växa. Kyrkan spreds till Norden och organiserade befolkningen i socknar. I och med det möttes sockenbefolkningen regelbundet i kyrkan på söndagarna vilket ledde till starkare sammanhållning. Prästerna var inflytelserika och ofta flerspråkiga. Kungamakten växte fram och kommunikationen ökade mellan olika delar av landet. De bör ha fått effekter på språket. Klart är att det uppstod dialekter i socknarna och att många nya ord lånades in. De flesta inlånade ord kom från latinet och tyskan.

## Språkdrag och språkförändring

### Fonologi
I fornsvenskan fanns tre stavelselängder: kort, lång och överlång. Det berodde på att kort vokal inte medförde lång konsonant som i modern svenska. I modern svenska finns alltså kombinationerna V:K eller VK: medan fornsvenskan hade kombinationerna VK, V:K, VK: och V:K:. De korta stavelserna (VK) förlängdes och de överlånga stavelserna (V:K:) förkortades under yngre fornsvensk tid så de började överensstämma med vårt moderna mönster.
I fornsvenskan fanns åtta vokaler i:, y:, u:, o:, e:, a:, ø: och ε:. Detta är alltså innan den stora vokaldansen. Bok uttalades som [bo:k] (båk) inte som det nutida [bu:k] (bok).
Konsonantsystemet liknade i stort nusvenskan. Det fanns två dentala frikativor; tonande och tonlös (som engelskans the och thing).
Det urgermanska fonemet /w/ fanns fortfarande i uddljud (w-) i fornsvenska och överlevde så också i folkmålen i landskap som Norrland, Småland, Västergötland, Halland, Skåne och södra Bohuslän in på 1700-, 1800- och 1900-talet. Det är fortfarande alltjämt levande i Ovansiljanmålen, såsom Älvdalska och Oremål, samt i Bondska. Fonemet fanns dessutom efter tautosyllabisk konsonant (kw-, tw-, sw- o.s.v.) vilket det fortsatte att göra (tillsammans med de uppräknade landskapen) också i väster- och norrbottniska mål in i våra dagar.

### Ortografi
Grafemen ⟨æ⟩ och ⟨ø⟩ används. Grafemet ⟨þ⟩ (”thorn”) användes för den dentala frikativan, både tonande och tonlös, som fanns i fornsvenska (jämför engelska the (tonande) och thing (tonlös)). Några exempel är ær, færþ, þøme och goþ. Grafemet ⟨þ⟩ ersätts under 1300-talets andra hälft av ⟨th⟩ och ⟨dh⟩.
Grafemet ⟨i⟩ användes både för fonemen /i/ och /j/. (Exempel: sial (själ) och xij (XII).)
Grafemen ⟨u⟩, ⟨v⟩ och ⟨w⟩ användes omväxlande för fonemen /v/ / /w/ och /u/ (vtan, vpsprang, hulkin). ⟨w⟩ kunde ibland användas för kombinationen /vu/ eller /uv/ (dwa = duva). 

### Morfologi

#### Nominal morfologi
I fornsvenskan böjdes substantiv och pronomen i kasusen nominativ, ackusativ, genitiv och dativ. De svaga maskulinerna, femininerna och neutrerna hade varsin deklination. Åtminstone tre grupper starka maskuliner, tre grupper starka femininer och en grupp starka neutrer kan identifieras. Adjektiviska ord och räkneord böjdes efter substantivets genus och kasus. Bestämdheten lades till ordet efter kasusböjningen, även den böjd i kasus (fiskens = fisksins).

#### Verbmorfologi
Verben kongruensböjdes i numerus och plural även efter person. De svaga verben kan delas in i tre konjugationer; dessutom fanns sju grupper av starka verb. Det fanns en konjunktivform som under tidens gång skulle bli allt ovanligare (idag finns den bara kvar i stelnade uttryck). I fornsvenskan var supinumformen av verb identisk med neutrumformen av preteritum particip.

### Syntax
I fornsvenskan var ordföljden friare än i dagens svenska. Man kunde utelämna både referentiella och icke-referentiella subjekt. Exempelvis kunde man säga "Bor en man i huset." istället för det nutida "Det bor en man i huset." Detta berodde bland annat på verbmorfologin som gjorde att man, som i till exempel spanska, kunde veta vilken person man pratade om utan att sätta ut ett pronomen. 
Huvudsatser kunde inledas med verb och fortfarande tolkas som ett påstående (inversion). "Fick han svärdet" behöver alltså inte vara en fråga utan kan också vara ett konstaterande. Huvudsatser inledda med verb användes främst i berättande genrer där händelseförlopp radas upp efter varandra.
Oblika subjekt förekom vid "upplevelseverb". Man kunde till exempel säga "Mig drömde", i stället för nutida "Jag drömde".
I nominalfraserna kunde genitivattribut stå både före och efter huvudordet ("hans hus" eller "hus hans"). Detsamma gällde adjektiv och pronomen ("hus thetta" och "thetta hus" samt "grön äng" och "äng grön"). Under yngre fornsvensk tid börjar genitivattributen konsekvent hamna framför huvudordet. Adjektiv och pronomen börjar hamna framför huvudordet något tidigare. Detsamma gäller yrkesbeteckningar och titlar.
1225–1325 var svenskan ett renodlat OV-språk varefter OV-frekvensen sjunker för att sedan öka på grund av lågtyskt inflytande under yngre fornsvensk tid.